# Элеонора де Богун (1366—1399)
Элеонора де Богун (англ. Eleanor de Bohun; ок. 1366 — 3 октября 1399) — старшая дочь Хамфри де Богуна и (вместе со своей сестрой, Марией де Богун) сонаследница состояния отца, жена Томаса Вудстока, герцога Глостера.

## Биография
Элеонора была старшей из двух дочерей Хамфри де Богуна, 7-го графа Херефорда, и его жены, Джоанны Фицалан (ок. 1347 — 7 апреля 1419), дочери Ричарда Фицалана, 10-го графа Арундела, и Элеоноры Ланкастерской.
Хамфри де Богун умер 16 января 1373 года, не оставив сыновей. Таким образом, две его несовершеннолетние дочери, шестилетняя Элеонора и четырехлетняя Мария, стали наследницами состояния, земель и титулов их отца, что сделало девочек богатейшими невестами в Англии. В 1376 году на Элеоноре женился Томас Вудсток, младший сын короля Эдуарда III и Филиппы Геннегау. После свадьбы пара поселилась в замке Плеши в Эссексе. Томас Вудсток также взял опеку над младшей сестрой своей жены, Марией — он рассчитывал воспитать девочку в строгой религиозной доктрине и вынудить ее уйти в монастырь, чтобы ее доля наследства Богунов досталась старшей сестре и ее мужу. Однако этим планам помешал старший брат Томаса, Джон Гонт, похитивший Марию и выдавший ее замуж за своего сына, Генриха Болингброка, будущего короля Англии под именем Генрих IV. Таким образом, на английском престоле закрепились потомки младшей сестры, Марии.
В 1397 году в результате внутренней борьбы за власть Томас Вудсток был арестован и вскоре убит в тюрьме по приказу короля Ричарда II. Элеонора после убийства мужа удались в монастырь. Их единственный с Томасом сын, Хамфри, умер бездетным в юном возрасте, все его ранее не конфискованные владения окончательно перешли к короне. Элеонора пережила сына всего на месяц.

## Брак и дети
Муж (с 1376): Томас Вудсток, герцог Глостер, (1355—1397); в браке родилось пять детей:
- Хамфри (около 1381 — 2 сентября 1399, похоронен в аббатстве Валден, Эссекс), 2-й граф Бекингем
- Анна (апрель 1383 — 16 октября 1438, похоронена в приорате Ллантони, Монмутшир); 1-й муж (около 1390, брак не завершён) — Томас Стаффорд (1368 или раннее — 4 июля 1392), 3-й граф Стаффорд; 2-й муж (раннее, чем 28 июня 1398) — Эдмунд Стаффорд (2 марта 1378 — убит 21 июля 1403, битва при Шрусбери), её деверь, 5-й граф Стаффорд; 3-й муж (раннее, чем 20 ноября 1405) — Уильям Буршье (умер 28 мая 1420, Труа, похоронен в приорате Ллантони, Монмутшир), констебль Лондонского Тауэра с 26 ноября 1415, граф д'Э
- Джоан (1384 — 16 августа 1400, похоронена в аббатстве Валден, Эссекс); помолвлена примерно 20 мая 1392 с Гилбертом Толботом, 5-м бароном Толботом (1383 — убит 9 октября 1418, Руан)
- Изабелла (12 марта 1386 — апрель 1402), монахиня в монастыре Миноресс, Олдгейт, Лондон
- Филиппа (около 1389 — до 3 октября 1399)